# Mull of Galloway
Mull of Galloway är en udde i Storbritannien.   Den ligger i riksdelen Skottland, i den centrala delen av landet, 500 km nordväst om huvudstaden London.
Terrängen inåt land är platt. Havet är nära Mull of Galloway åt sydost.  Närmaste större samhälle är Drummore, 6,6 km norr om Mull of Galloway. 